# گاسپاره اسپونتینی
گاسپاره اسپونتینی (ایتالیایی: Gaspare Luigi Pacifico Spontini; ‏۱۴ نوامبر ۱۷۷۴ – ۲۴ ژانویهٔ ۱۸۵۱) آهنگ‌ساز، و رهبر ارکستر اهل ایتالیا بود. وی همچنین برندهٔ جوایزی همچون لژیون دونور شده‌است.

## زندگی‌نامه
او در مایولاتی، ایالت پاپ (اکنون Maiolati Spontini، استان آنکونا) به دنیا آمد، بیشتر دوران حرفه ای خود را در پاریس و برلین گذراند، اما در پایان عمر به محل تولد خود بازگشت. در طول دو دهه اول قرن نوزدهم، اسپونتینی یک شخصیت مهم در اپرای فرانسه بود. اسپونتینی در بیش از بیست اپرای خود تلاش کرد تا غزل تراژدی کلاسیک گلوک را با ذائقه معاصر ملودرام، تماشای نمایشی باشکوه (مثلاً در فرناند کورتز)، تایمبر ارکستر غنی شده، و ابداع ملودیک همراه با بیان اصطلاحی کلمات تطبیق دهد.
در جوانی، اسپونتینی در کنسرواتوریو دلا پیتا د تورچینی، یکی از چهار هنرستان موسیقی فعال ناپل، تحصیل کرد. او که از شهر به شهر ایتالیا کار می‌کرد، اولین اقامت خود را در رم، با کمدی موفق Li Puntigli delle Donne (کارناوال ۱۷۹۳) به دست آورد. در سال ۱۸۰۳، او به پاریس رفت، جایی که در ۱۱ فوریه ۱۸۰۴، اپرای کمیک خود La Finta Filosofa را که موفقیت ناپلی او در سال ۱۷۹۹بود، به نمایش گذاشت. تا حدی به توصیه کنتس رموزات و کنتس ادبی او، یکی از دو پاله، اسپونتینی. در دربار امپراتوری پخش شد، به عضویت Académie Impériale de Musique درآمد و در سال ۱۸۰۵به عنوان compositeur particulier de la chambre of the Empress موقعیت درباری به دست آورد.
اگرچه موفقیت‌های قبلی اسپونتینی کمدی بود، اما با تشویق ملکه جوزفین در سال ۱۸۰۷، اسپونتینی بزرگ‌ترین و موفق‌ترین آهنگ خود را نوشت، تراژدی غزلیات La Vestale، که شناخته‌شده‌ترین اثر او باقی مانده‌است. اولین نمایش آن در اپرای پاریس، اسپونتینی را به عنوان یکی از بزرگ‌ترین آهنگسازان ایتالیایی عصر خود معرفی کرد. معاصرانش کروبینی، بتهوون، وبر، روسینی و مایربیر همگی آن را شاهکار می‌دانستند و آهنگسازان بعدی مانند برلیوز و واگنر آن را تحسین کردند.
در طول جنگ شبه جزیره، ناپلئون آثاری مانند فرناند کورتز اثر گاسپارو اسپونتینی (۱۸۰۹) را تبلیغ کرد که مربوط به فتح مکزیک توسط اسپانیا در زمان سلطنت چارلز پنجم بود. در سال ۱۸۱۱، اسپونتینی با سلست ارارد، خواهرزاده سباستین ارارد، سازنده پاریسی پیانو و چنگ ازدواج کرد. این ازدواج موفق بود، هر چند بدون فرزند. او در لژیون افتخار ناپلئون به عنوان یکی از قهرمانان شناخته شد. صلیب مالتی آن در پرتره نیکلاس اوستاش مورین (تصویر) به گردن او آویزان است.
تحت جو سیاسی تغییر یافته بازسازی بوربن، اسپونتینی که از نزدیک با امپراتوری سابق یکی بود، اپرای Olimpie (۱۸۱۹، تجدید نظر شده در ۱۸۲۱، ۱۸۲۶) را دید که با بی‌تفاوتی روبرو شد و باعث شد پاریس را به مقصد برلین ترک کند، جایی که اپراهایش قبلاً به موفقیت رسیده بودند. . او در آنجا کاپل مایستر و رهبر ارکستر در Königliches Opernhaus شد و در این دوره سرود ملی پروس "Borussia" را ساخت. در آنجا او همچنین با مندلسون جوان ملاقات کرد، اما اپرای ۱۷ ساله Die Hochzeit des Camacho را رد کرد.
در سال ۱۸۴۲، اسپونتینی سرخورده، که از موفقیت جاکومو میربیر و دیگران در آلمان ناراحت بود، به ایتالیا بازگشت و در سال ۱۸۵۱در آنجا درگذشت.